# 我們與惡的距離 II
《我們與惡的距離II》（英語：The World Between Us: After the Flames），是文化內容策進院、臺灣公共電視、CATCHPLAY與大慕可可於2025年推出的電視劇。該劇為2019年電視劇《我們與惡的距離》的第二季，劇情橫跨三個年代，涵蓋公共衛生、法律、政治與精神疾病等議題。由林君陽執導，呂蒔媛編劇，周渝民、薛仕凌、楊貴媚、謝欣穎、子育擔任主演。
全劇於2023年12月開拍，2024年4月殺青，共10集，自2025年6月7日於公視主頻、CATCHPLAY電影台首播，同日在Amazon Prime Video、公視+、CATCHPLAY+、愛奇藝國際版等串流平台上架，於同年7月5日播放完畢。

## 製作

### 開發
2019年，《我們與惡的距離》播出完結篇後，編劇呂蒔媛表示，雖然尚未正式簽約，但已開始規劃第二季的內容。她指出，第二季將開創新的格局，僅延續第一季所傳達的核心價值，故事本身並不相連，也不一定探討相同的社會議題，角色亦不會沿用第一季的設定。
2020年，公共電視於「2020戲劇孵育計畫發表暨媒合會」上宣布《我們與惡的距離II》進入前期製作，預計於2021年2至3月完成劇本，並於該年秋季開拍。同時也預定開放更多非平台投資者參與合製。
2023年11月9日，大慕影藝與旗下子公司大慕可可舉辦聯合發佈會，正式宣布《我們與惡的距離II》及另一影集《來！金來號！》於同年12月進入主体拍摄階段。同日，劇組亦公布五位主演陣容，並釋出前期製作花絮影片。
2024年11月6日，大慕影藝於2024TCCF創意內容大會舉行前導發佈會，並公開前導片花。，最初公開的情報中，該季直面的議題包括「國家政策」、「隨機殺人」、「精神疾病」、「公共衛生」、「社會安全」及「國民法官」等議題。
該劇於2025年4月30日公開定檔時間，並釋出正式海報與前導預告。
該季總製作預算達新台幣1.6億元，為第一季預算的近四倍。其中，新台幣5,040萬元由文化部「匯聚台流文化黑潮—國際台劇徵案」第一梯次補助所提供。

### 構想
本季由前一季原班人馬製作，編劇呂蒔媛表示，劇本靈感源於其對少年保護、精神健康以及社會安全網議題的長期關注。她指出，基層工作者如公衛人員、社會工作者與少年保護官等職，因制度分工細碎、橫向聯繫不足及資源有限，常導致事件處理有所遺漏。回應第一季播出後所引發的社會討論，主創團隊延伸原先「療癒」的敘事主題，進一步強調「接住」。
承繼前一季的製作流程，為深入理解相關現場實務與制度環節，劇組於2019年至2022年的劇本籌備期間展開田野調查，訪談對象涵蓋檢察官、社工員、公衛人員、輔導教師、司法精神鑑定專家及國民法官等人士，擔任此季的劇本顧問包含羅文嘉等人。，編劇亦參考了基於真實刑事案件的判决书。這些判決書中詳實記錄了被告成長背景、家庭環境、親友描述等描述，使創作團隊得以從不同角度理解加害者的歷程。
導演林君陽表示，第二季最令他關注的主題之一是「醫病關係」，尤其聚焦於心理疾病與犯罪行為交織的情境，專業工作者如何提供支持、同時又需照顧自身心理狀態的議題，這是當前社會仍未充分探討的面向。並指出本劇並非僅著眼於加害者的動機，而是透過完整呈現其生命歷程，進一步探討制度與社會結構如何將個體推向加害者的位置。因此劇中亦納入《精神衛生法》的描繪。
本季劇情亦觸及臺灣政治議題。呂蒔媛指出，媒體與政治是當代臺灣社會中最具影響力的兩大領域，若未涵納相關探討將顯不足。因此在劇本設計中，嘗試檢視政治人物是否應懷抱理想，並思考選民在民主制度中所應承擔的責任。她強調，當期望改變現狀時，最直接的手段即為修法，而立法者的產生取決於選舉結果，因此選民對候選人的認識與選擇尤為關鍵。
此外，劇中亦融入《國民法官法》制度，設計由國民法官集體票決被告有罪與否的審理過程，藉此引導觀眾反思司法制度與公民角色的關係。
呂蒔媛表示，劇本撰寫期間適逢台灣國民法官制度即將施行，團隊特別研究相關案例，並關注量刑調查制度在實務中的運作，以回溯被告成長背景與生活脈絡，嘗試拼湊更完整的犯罪成因。基於此，劇情藉由歷史回溯的方式讓觀眾理解角色行為與選擇。亦表示，第二季的主角在某種程度是「觀眾」本身。
林君陽進一步說明，劇情鋪陳旨在讓觀眾代入國民法官的處境，從檢方陳述、辯方答辯、證人作證到最終評議階段，完整呈現司法審理過程。指出根據現行制度，重大刑案可進入國民法庭審理，每位公民皆有可能被法院傳喚參與審判，當坐上國民法官席位後，個人的決定將直接影響他人命運。主創團隊觀察到制度實施以來，部分案件呈現出量刑趨於嚴厲的傾向，這種現象亦成為劇中關注的社會現實之一。

#### 劇本
本季初期提交的前兩集劇本原以政治與女性議題為核心主題，但由於該題材與同為大慕影藝出品、同期籌備的影集《人選之人—造浪者》相似，呂蒔媛認為兩部作品在內容上略有重疊，遂與製作人林昱伶及編劇團隊討論後決議重寫。後經過約一年時間，完成現行版本的前兩集內容。在早期構想階段，亦曾考慮將性侵作為主軸，但評估後認為該議題與其他影視作品重疊程度較高，因此最終回歸第一季所關注的核心議題。
在初期發展階段，因劇本採用非線性敘事結構，每兩集進行一次時間斷代，打破傳統線性敘事的慣性。由於角色數量眾多、關係複雜，林君陽與林昱伶指出早期劇本中人物設定偏多使理解難度增加。，內部人員曾有建議刪減部分故事線以簡化劇情結構，惟林君陽與林昱伶並不支持此舉。他們認為呂蒔媛擅長刻劃人物性格與心理，使觀眾能夠迅速理解各角色狀態並與其處境產生共鳴，此外角色之間的故事線彼此交織而非獨立存在，劇情鋪陳須在節奏與層次上極為拿捏。
林君陽表示，內部曾對「每兩集跳躍十年、二十年」的敘事方式感到焦慮，但本季目標是呈現加害者的一生歷程。這類非線性結構對拍攝與剪輯構成極大挑戰，團隊必須設法說服觀眾接受劇中頻繁的時間跳躍，並理解角色成長與行動背後的動機與轉折。儘管劇中角色眾多，林君陽認為這並不會阻礙觀眾進入故事，因為劇本本身已提供清晰的人物原型作為引導。
林昱伶坦言，劇中描繪三個年代的社會背景，對製作團隊而言構成極大挑戰，並涉及場景、美術與服裝等多方面的重建與轉換。她形容本季整體製作的時間與心力「如同完成三部劇」的工作量。同時也指出，由於第一季的成功為編劇帶來壓力，但呂蒔媛仍希望在續作中實現敘事與議題的創新，因此團隊選擇支持其原始創作方向。
此外，每集片頭皆引用自與約翰·多恩散文〈緊急場合的靈修〉及歐內斯特·海明威小說《戰地鐘聲》中的名句：「沒有人是一座孤島。（No Man Is an Island）」，並由呂在句中加入「該」字，使之成為「沒有人該是一座孤島」。林君陽指出，這句話原出自西班牙內戰背景，強調個體與社會之間密不可分的關係。並進一步說明，原句具有某種命定與神諭的意味，而「該」字的加入，則帶有許多人可能正處於孤島狀態，但人本不該如此的含義。針對本劇以開放式結局作收，令觀眾在心中對事件進行審視與思辨，導演林君陽指出，該劇每個角色都如同一座冰山，因此邀請觀眾以自己的方式去理解。

#### 角色
第二季在角色設定上較前一季更為複雜，不僅涵蓋加害者家屬、施暴者等多重身分，亦有部分角色同時具備加害與受害的特質，難以以單一類型加以歸類。為使劇情與角色架構煥然一新，製作團隊選擇全面更換演員陣容，不延續前一季的角色脈絡，期望從全新的角色群體與議題出發。
林君陽指出，儘管每個角色在劇中皆有明確的發展脈絡，但無論對演員或觀眾而言，理解這些人物皆需投入更多時間與背景研究。他舉例表示，劇中故事線反映了公衛護士在制度下所面臨的現實困境。該設定可追溯至政策層面，當政策制定者試圖修訂《社會安全法》以強化社會保護時，實際落實卻將諸多額外責任轉嫁至第一線公衛人員，進而形成制度與基層之間的張力。導演進一步表示，許多角色背後的社會脈絡，來自編劇團隊在田野調查中蒐集的真實素材。這些細節有助於理解角色行動的根本原因，也讓角色形象更具立體性。他認為，劇本本身已提供足夠的背景線索，從角色的成長經歷、個性特徵，到其行為與抉擇皆有清楚描繪，因此自認在協助演員詮釋角色方面著力不多。
他強調，讀本過程在本劇的表演準備中佔有重要地位。劇組會共同閱讀劇本、討論台詞，從中釐清語言背後動機與情緒。有時導演未必能第一時間理解角色語氣的安排，但演員往往能藉由對角色的揣摩給予詮釋方向，進而逐步勾勒出角色的完整輪廓。

### 拍攝和選址

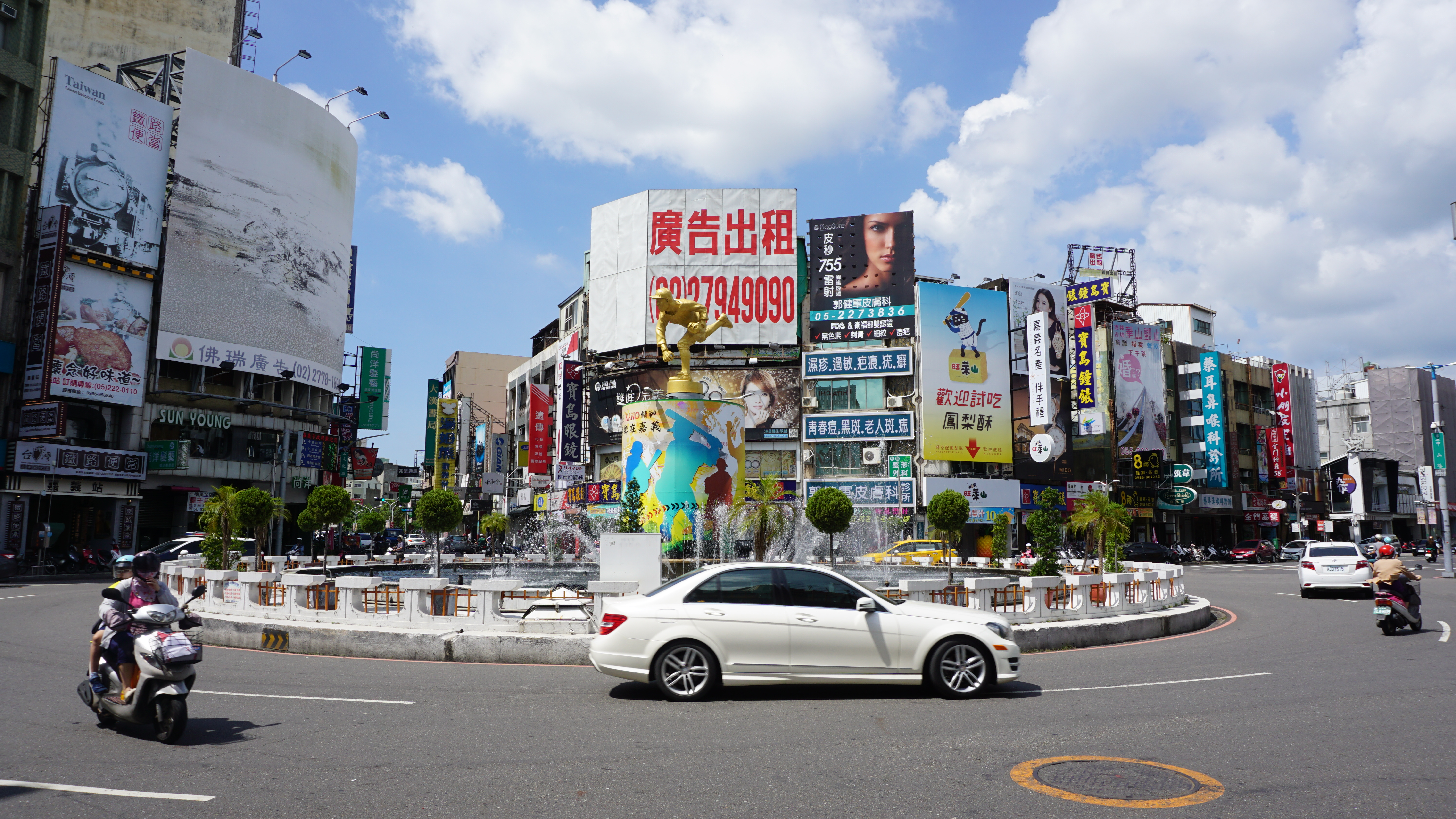
嘉義市為該季的主要取景地點。

林君陽表示，與《我們與惡的距離》第一季及《人選之人—造浪者》等過往作品多設定於北部都會區不同，本季劇情將場景轉移至臺灣中南部地區。由於劇情貼近真實社會現象，若直接設定於具名城市，可能引發觀眾對號入座的情況，因而選擇創造虛構地名「清雲縣清雲市」作為主要背景。「清雲縣」融合雲林縣、嘉義縣與臺南市等地景觀與社會結構的特徵，劇中亦納入地方政治勢力、光電業與農村發展等議題，期望在避免與現實事件過度連結的同時，展現具有代表性的社會縮影，深化劇情所呈現的制度與結構問題。
本季主體拍攝自2023年12月開拍，至2024年4月殺青，片中約四成場景攝於嘉義市，並獲嘉義市政府「十大旗艦影視新協力計畫」補助申請。導演林君陽表示，選擇嘉義市作為主要拍攝地點，是因其具有陽光充足的自然條件，契合清雲縣所需的氛圍。
其他場景則臺北市、臺中市、雲林縣、臺南市、高雄市等地取景，其中包含立法院、臺中市原臺灣省議會議事大樓（今立法院民主時刻館）、衛生福利部嘉南療養院等地。
考量主要演員約有50人，臨時演員更達近3000人次。由於劇情跨越20年時序，美術組需呈現不同年代的空間差異。為此劇組在開拍前蒐集資料，並針對場景細節進行重現，以打造出符合不同時代的場景氛圍。為忠實呈現角色年輕的樣貌，後期製作採用數位減齡技術，並透過面部追蹤與視覺特效處理，對演員的容貌進行適當修飾與年輕化處理。，據林表示，最初與後期特效公司多次討論，也參考2019年電影《愛爾蘭人》，甚至請負責製作該片的好萊塢特效公司報價，最後考量整體預算、時間和資源放棄。
導演林君陽表示，劇中設計多個橋段呼應過往執導作品，包括《人選之人—造浪者》、《茶金》、《疫起》。並指出《我們與惡的距離》、《我們與惡的距離II》與《人選之人—造浪者》其實同屬一個虛構宇宙的延伸。劇中出現的虛構政黨「公正黨」即源自《人選之人》，而本季聚焦的地方政治也與《人選之人》關注的中央選舉相互呼應，因此在本季製作初期，他便與林昱伶討論直接延用先前設定。

### 爭議及後製
2025年3月，本系演員孟耿如因其夫黃子佼性犯罪醜聞而引發社會高度關注與輿論壓力，部分觀眾要求將其戲份中完全刪除。公共電視首次回應稱，該劇尚處後製階段，將審慎面對社會各界意見，並與合製夥伴召開會議研議後續處理方式。
其飾演的角色為男主角的妻子，全面刪除或換角重拍都執行不易。經劇組與平台方、主創團隊、出資單位多次開會討論，其中涉及演員重新協調、場景重建、美術重製等實務困難，可能影響整體製作結構與進度。最終對外聲明宣布，將在不傷害劇情完整性的前提下，刪減孟耿如戲份，僅保留必要橋段。劇組也針對未能即時處理相關爭議，向社會大眾致歉，並重申反對任何形式的兒少性剝削，未來將於選角與製作流程中採取更嚴謹態度。

## 演員

### 主要角色
本季主要演員包括周渝民、薛仕凌、楊貴媚、謝欣穎與于子育，片頭順序依序排列。
周渝民於劇中飾演精神科醫生馬亦森，原本擁有幸福的一家三口，但因一場隨機縱火案失去妻兒，性格由樂觀轉為憂鬱。導演林君陽表示，因製作人林昱伶推薦而接洽周渝民，但起初質疑他偶像出身的外型是否適合如此寫實的世界觀。開拍後發現周渝民狀態非常好，並認為其人生閱歷累積，使得他對情感的理解有了新的演繹方式，劇中多場戲皆展現細膩表現。周表示，早已將《我們與惡的距離》團隊列入個人「願望清單」，對接獲邀約感到開心。並經過超過一年的準備期，包括學習澎湖臺語、精神科相關田調及閱讀編劇呂蒔媛提供的書單，對自己的詮釋也相當滿意，五場戲中超過四場令他感到滿意。
薛仕凌飾演公正黨立委高政光，與楊貴媚飾演的議員高張玉敏為地方型政治人物。高政光身為政客後代，但極不認同母親及其他長輩的理念與行為，後因堅持理念得罪執政黨，面臨罷免危機；而高張玉敏為了家族榮耀堅持依賴各方勢力與手段，導致母子間不理解。薛認為詮釋政治人物第二代的角色既複雜又具挑戰性，因為地方政治人物與主流政治形象有所不同，且該角色具有律師背景，因此他特別尋求律師朋友的協助，並與編劇呂蒔媛進行討論。 薛仕凌過往因資訊焦慮，會刻意減少接收新聞與社群媒體資訊，但為了此劇，他須觀看大量國會直播，並且避免參考特定人物原型，以累積對政治圈的理解。
編劇呂蒔媛表示，高政光的塑造相當複雜，僅思考他是分區立委還是不分區立委就讓她陷入糾結，後來決定回歸最初理想型，並認為理想中的立委「高政光」是人權鬥士的化身。導演林君陽補充，這個自己也不太理解的角色由薛仕凌演出，兩人過去亦有合作經驗，並指出薛仕凌能夠以自己的人格特質和表現方式，消化劇中彼此尚存疑問的部分。此外，劇中高政光遭遇罷免的情節，被認為與2025年的政治運動大罷免相呼應，但主創團隊表示該劇本早在兩年前便已完成。
製作人林昱伶透露，高張玉敏是他在劇本階段最喜歡的角色，選角時想到楊貴媚在《高山上的熱氣球》飾演類似地方型且具交際手腕的角色，與此季角色需求非常契合，所以就把他放進首選名單。，因此將其列入首選名單。楊貴媚表示因導演林君陽的創作風格而接演，認為劇本內容複雜，角色轉折豐富且富有責任感，是具挑戰性的演出。這是她首次詮釋政治人物，為避免模仿真實人物，刻意迴避政治節目，專心投入角色。
謝欣穎飾演高家的私生女高政茗，為了博得大媽高張玉敏的喜愛加入競選團隊，卻遇重大打擊選擇逃家。後改名陳又茗與羅自強組成家庭，生下羅譽及羅卉。謝欣穎表示原本角色設定與開拍後不同，原以為高政茗個性倔強且帶脾氣，但導演提醒角色應更無辜弱勢，持續隱忍才會導致後來的失控。由於劇中角色的遭遇悲慘，自己每天都難以走出角色情緒。，為了脫離角色，特意剪去一頭長髮，透過這個儀式感走出角色歷程。林君陽表示，謝欣穎飾演的角色原本設定有幻聽傾向，但考慮到第一季已深入探討過思覺失調與幻聽議題，他擔心再強調此設定可能會造成過度標籤化，因此決定淡化設定。
子育飾演公衛護士許幸珠，為醫療系統與當地居民溝通橋樑，性格溫暖熱血，是故事中樸實且有人情味的小人物代表。于子育提及劇本結構龐大、角色眾多，且公衛護士會面對各方人物，記憶人名較困難，需由劇組口述劇情幫助建立畫面感與理解角色。並認為導演的引導對他幫助深刻，曾以親筆信協助他進入狀態，提供所需的表演能量。

### 聯合演出
縱火兇手胡冠駿由劉子銓飾演。胡冠駿自小就有注意力不集中的問題，個性直接且易暴衝，缺乏同理心，經常以惡意破壞的行為來吸引父母注意，最終被父母放棄。
陳又茗的丈夫羅自強由黃鐙輝飾演，該角色一直努力照顧家庭，期盼改善生活，但因投資失利及精神壓力失衡而罹患思覺失調，最終犯下殺警案。其子女羅譽及羅卉分別由白潤音與鄭又菲飾演。羅家失去依靠後，兄妹倆在學校遭受霸凌欺負，羅譽努力扛起家庭重擔，照顧媽媽與妹妹。許幸珠的丈夫游文誠則由屈中恆飾演。
因父親許幸國（張翰飾）失控殺人而成為孤兒的簡齊蕙由詹子萱飾演。呂蒔媛表示，當一、二集劇本完成時，因角色眾多，其他人曾建議刪減簡齊蕙的故事線，但她堅持保留，認為這部分故事與劇本最初的核心命題息息相關，因此最終決定保留該故事線。
其他演員包括張軒睿（飾王以禮）、蔡振南（飾簡光坤）、盛鑑（飾胡家威）、李維維（飾王麗雲）、陽靚（飾王菁菁）、陸弈靜（飾羅美枝）、朱芷瑩（飾簡佳凌）、黃迪揚（飾柳少爺）、陳希聖（飾魏主牧）、馬國賢（飾簡佳鑫）等人。孟耿如（飾牛祐荷），因其人生經歷伴有傷痛，對劇本有深刻共鳴，拍攝時經常因情緒波動而哭泣。

### 客串演出
部分第一季主演以同樣角色客串演出，包括賈靜雯（飾宋喬安）與温昇豪（飾劉昭國），但身份因故事年代有別而分別改為新聞主播與名嘴。施名帥（飾林一駿）在本季仍以精神科醫師的身分出現。吳慷仁（飾王赦）以辯方律師身份回歸出演，呂雪鳳及卜學亮特別出演孫令賢和高振綱一角，此前他們於《人選之人—造浪者》飾演同一角色。吳翰林以高振綱的兒子身份客串。張書偉客串民和黨參選人翁文康。

## 音樂
該影集的主題曲〈廢墟之燼〉是一首英式搖滾風格，由許茹芸演唱，許惠婷作詞，楊子樸、文慧如作曲的作品，這首主題曲包含絕望中逐漸治癒的意象。
演唱第四集結尾的插入曲〈最好安排〉的歌手是許富凱。曲中嗓音療癒及催淚，聲線溫暖，唱法呈現生命的無常及力量，導演期待該曲能隨劇情發展引導劇中角色至更有希望之地。第十集中，楊貴媚在劇中演唱黃乙玲的〈人生的歌〉。

## 跨國行銷
為增加國際能見度，投入800萬元預算，參與如新加坡亞洲電視論壇在內的各項活動和影視產業從相關人員交流。作為投資及發行方，威望國際的行銷策略是盡可能保留版權，因Prime Video在台灣市佔率低，是理想合作對象，經三個月談判，台灣、中國大陸、香港、澳門及韓國的發行權由CATCHPLAY保留，其餘由Prime Video收購後在其市場播映，令該項交易對回收製片成本幫助很大。

## 播出時間
|      | 頻道                    | 所在地 | 播出日期                  | 播出時間   |
| ---- | ----------------------- | ------ | ------------------------- | ---------- |
| 電視 | 公視主頻（CH13）        | 臺灣   | 2025年6月7日-2025年7月5日 | 週六 21:00 |
| 電視 | CATCHPLAY電影台（CH61） | 臺灣   | 2025年6月7日-2025年7月5日 | 週六 21:00 |

### 串流平台
Amazon Prime Video、公視+、愛奇藝國際版及CATCHPLAY+在6月7日22:00上架。

## 收視率
《我們與惡的距離II》於首週播出期間，在CATCHPLAY+影音平台於台灣、印尼與新加坡皆登上點擊排行榜冠軍。在CATCHPLAY電影台，35歲至49歲觀眾族群的平均收視率達0.6。
播出第二週，CATCHPLAY電影台在同時段頻道中持續維持收視第一，瞬間收視率超越首週達0.99，35歲以上觀眾族群最高收視則為0.78。播出第三週時，瞬間收視高點突破1%。
播出第四週，該劇平均收視達0.88，瞬間收視為1.33。最終回週期平均收視達0.71，最高瞬間收視則為1.06；公視頻道自6月7日播出後至6月28日重播觸及人數逾126.5萬人觀賞。

### 分集收視
| 集數 | 標題        | 首播日期      | 收視率 |
| ---- | ----------- | ------------- | ------ |
| 1    | 亦森│復仇   | 2025年6月7日  | 待定   |
| 2    | 羅譽│未來   | 2025年6月7日  | 待定   |
| 3    | 玉敏│家後   | 2025年6月14日 | 待定   |
| 4    | 幸國│大丈夫 | 2025年6月14日 | 待定   |
| 5    | 又茗│厭惡   | 2025年6月21日 | 待定   |
| 6    | 家威│標準   | 2025年6月21日 | 待定   |
| 7    | 幸珠│基層   | 2025年6月28日 | 待定   |
| 8    | 政光│初心   | 2025年6月28日 | 待定   |
| 9    | 齊蕙│改變   | 2025年7月5日  | 待定   |
| 10   | 烏托邦      | 2025年7月5日  | 待定   |

## 線下活動
2025年6月4日，《我們與惡的距離II》於臺北市遠百信義A13MUVIE CINEMAS台北松仁舉行首映記者會，楊貴媚、周渝民、薛仕凌、謝欣穎、劉子銓、于子育、張軒睿、詹子萱和導演林君陽、編劇呂蒔媛、製作人林昱伶、江承恩出席此次活動。宣傳記者會後於6月19日、6月25日期間持續進行。

## 外部連結
- 公視官方網站
- 我們與惡的距離｜CATCHPLAY+ 編看編談
- 我們與惡的距離 II的Facebook專頁
- 我們與惡的距離 II的Instagram帳戶
- 互联网电影数据库（IMDb）上《我們與惡的距離 II》的资料（英文）
- 豆瓣电影上《我們與惡的距離 II》的資料 （简体中文）
- 在爱奇艺国际版观看《我們與惡的距離II》